# Wir Staatskünstler
Wir Staatskünstler war eine Kabarettreihe von Robert Palfrader, Florian Scheuba und Thomas Maurer, die von 2011 bis 2017 im ORF gezeigt wurde. Daneben gibt es auch Bühnenaufführungen.

## Geschichte
Sie entstand vor dem Hintergrund der Korruptionsfälle, die in Österreich bekannt wurden, darunter die BUWOG-Affäre und die Part-of-the-Game-Affäre. In jeder Folge werden aktuelle politische Geschehnisse, darunter hauptsächlich Ermittlungen zu Korruptionsfällen, besprochen. Dabei scheuen sich die Staatskünstler nicht davor, betroffene Politiker direkt in ihren Büros aufzusuchen bzw. in Ämtern nach Unterlagen zu fragen. Die Show ist in mehrere Abschnitte und Kategorien gegliedert. Besonders populär wurde jener Teil, in dem die drei Kabarettisten Laura Rudas und Niko Pelinka, gespielt von Nicholas Ofczarek und Claudia Kottal, per Videocall anrufen. Im Herbst 2012 wurde die zweite Staffel der Sendung gezeigt. Im Sommer 2013 beschäftigte man sich intensiv mit dem Wahlkampf zur Nationalratswahl in Österreich 2013 und da vor allem mit Frank Stronach und dem BZÖ.
In einer Sendung im Dezember 2013 hinterfragten die Staatskünstler auch ungarische Gesetze der Regierung Orbán, insbesondere jenes, das die „Verhöhnung der Stephanskrone“ unter Strafe stellt. Sie machten die Probe aufs Exempel, in der ungarischen Botschaft in Wien und in Anwesenheit des Botschafters. Die führte zwar zu keiner Strafe, aber zu Protesten aus Ungarn, die in einer diplomatischen Protestnote an das Außenministerium gipfelten.
Ab 2012 waren die drei Kabarettisten mit Wir Staatskünstler mit einem Bühnenprogramm auch auf Tournee durch Österreich und Deutschland.
Am 30. Dezember 2014 wurde die Sendung Wir Staatskünstler. Die Jahresbilanz 2014 im ORF ausgestrahlt.
Wir Staatskünstler – Die Jahresbilanz 2015 wurde am 22. Dezember 2015 im ORF ausgestrahlt und im Rabenhof Theater als Bühnenaufführung gezeigt. 2016 gab es vier Sendungen: drei Saisonbilanzen im April, Juni und Oktober sowie eine Jahresbilanz im Dezember. 2017 wurde eine Halbjahresbilanz im Juni und eine Jahresbilanz im Dezember gezeigt.
Am Aschermittwoch 2019 waren die Staatskünstler mit einem 90-minütigen politisch-satirischen Programm auf Puls 4 zu sehen. Im Oktober 2019 feierten sie mit dem Programm Wir Staatskünstler: Jetzt erst recht! im Rabenhof Theater Premiere. Am Aschermittwoch 2020 waren sie zusammen mit Michael Niavarani und Erwin Steinhauer auf Puls 4 zu sehen. Im Oktober 2023 war im Rabenhof-Theater Premiere des Programmes Alte Hunde – Neue Tricks.

## Publikationen
- Thomas Maurer, Robert Palfrader, Florian Scheuba: Wir Staatskünstler: Das Buch zum Staat. Verlag Carl Ueberreuter, Wien 2019, ISBN 978-3-8000-7733-5.

## Auszeichnungen
- 2024: Österreichischer Kabarettpreis: Sonderpreis[18]